# Меньковский, Вячеслав Иванович
Вячесла́в Ива́нович Менько́вский (бел. Менькоўскі Вячаслаў Іванавіч; род. 13 октября 1959, Лейпциг, ГДР) — советский и белорусский историк. Доктор исторических наук, профессор. Профессор кафедры истории России Белорусского государственного университета. Учёный секретарь Совета по защите диссертаций по историческим наукам при БГУ (Д 02.01.05) и БГПУ (К 02.21.03). Автор ряда монографий, учебных пособий и большого числа статей в научных изданиях. Также соавтор и редактор учебных и энциклопедических изданий.
Заместитель ответственного редактора научного ежегодника БГУ «Российские и славянские исследования». Член редколлегий научных периодических изданий БГУ «Крыніцазнаўства і спецыяльныя гістарычныя дысцыпліны», «Веснік Беларускага дзяржаўнага ўніверсітэта. Серыя 3, Гісторыя. Філасофія. Псіхалогія. Паліталогія. Сацыялогія. Эканоміка. Права» и «Працы гістарычнага факультэта БДУ»; российских журналов «Историческая демография» (ИЯЛИ Коми НЦ УрО РАН), «Былые годы» (СГУ), «European Researcher / Европейский исследователь» («Исследователь»); словацкого научного ежегодника «Acta Historica Neosoliensia» (UMB).

## Биография
В 1976 году поступил Исторический факультет Белорусского государственного университета им. В. И. Ленина, который окончил в 1981 году по специальности «История». С того же года работал в Белорусском государственном институте народного хозяйства. С 1983 года обучался в аспирантуре на Историческом факультете БГУ по специальности «История КПСС», а в 1987 защитил диссертацию на соискание учёной степени кандидата исторических наук по теме «Деятельность комсомола Белоруссии на ударных стройках республики (1971—1980 гт.)» (специальность 07.00.01. — История Коммунистической партии Советского Союза; научный руководитель — профессор И. О. Царюк). С 1986 года работал ассистентом, а затем — доцентом кафедры истории КПСС (политической истории) БГИНХ. В 1990 году ВАК СССР Меньковскому было присвоено учёное звание доцента.
С 1992 года по настоящее время работает на Историческом факультете БГУ. В 1993—1998 годах — заместитель декана исторического факультета. В апреле 2002 года защитил докторскую диссертацию по теме «Власть и советское общество 1930-х годов в англо-американской историографии» (специальность 07.00.09 — историография, источниковедение, методы исторического исследования). С того же года — профессор кафедры истории России БГУ.
С 1993 года участвовал в международных научных конференциях в Исламабаде (Пакистан); Стокгольме (Швеция); Будапеште (Венгрия); Дели и Сринагаре (Индия); Алмате и Шымкенте (Казахстан); Гданьске, Варшаве и Кракове (Польша); Ашхабаде, Дашогузе и Маре (Туркмения); Стамбуле (Турция); Киеве (Украина); Праге (Чехия); Коломне, Магнитогорске, Москве, Санкт-Петербурге, Смоленске, Сочи, Сыктывкаре, Ухте (Россия); Блумингтон (США).
В 2010—2011 годах в БГУ руководил стажёрами из США и Китая. В 2011 году читал лекции и проводил мастер-класс для I Всероссийской школы молодых учёных с международным участием «Источниковая база и исследовательский инструментарий» ЮНЦ РАН (Ростов-на-Дону, Россия), а также участвовал в программе по оказанию консультационных и образовательных услуг в ЮКГУ им. М. Ауезова (Шымкент, Казахстан).

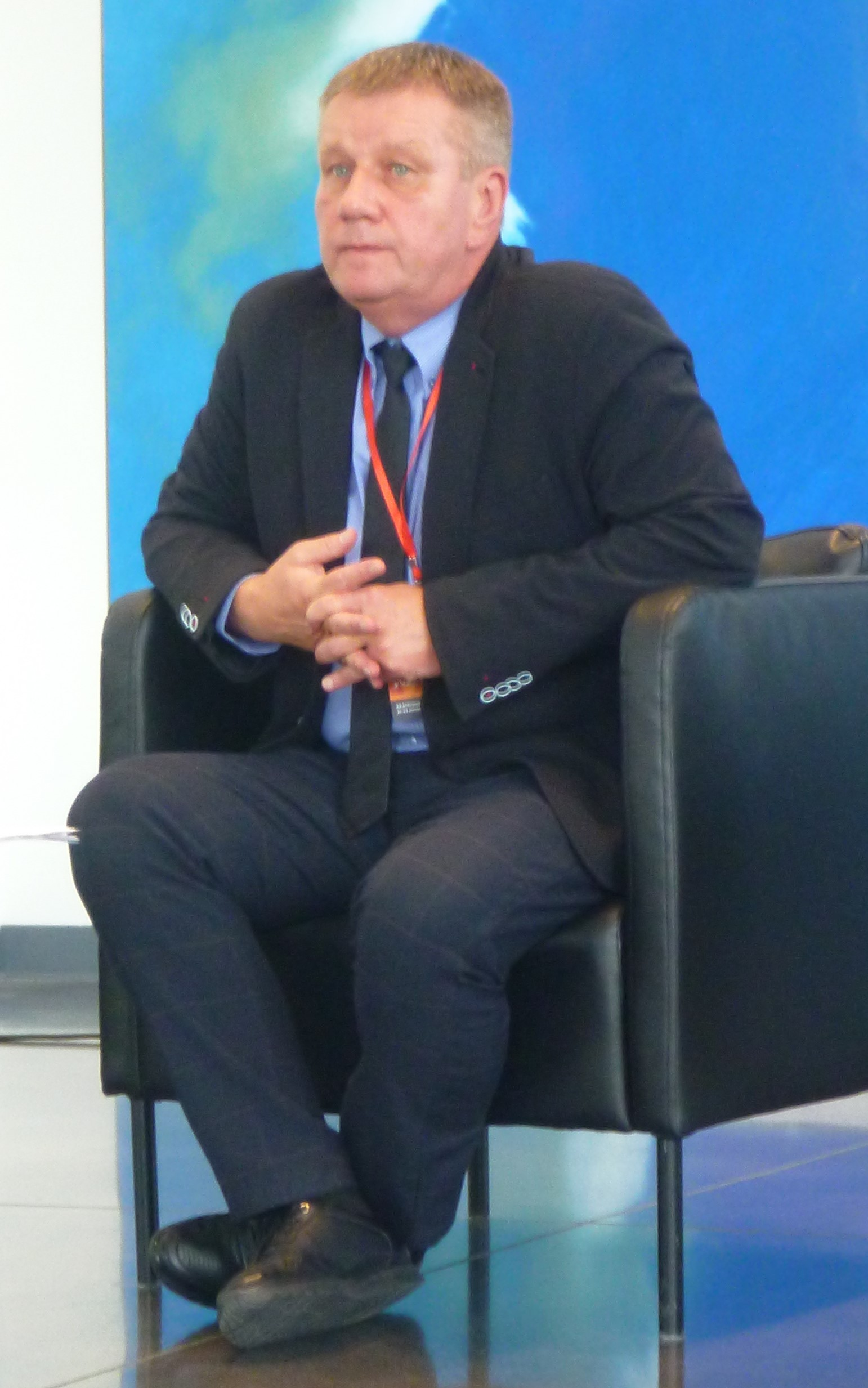
Вячеслав Меньковский на конференции в Ельцин-центре, 21 июня 2024 года.

В качестве приглашённого профессора работал в Центрально-Европейском университете (Венгрия), Южно-Казахстанском государственном университете им. М. О. Ауэзова (Казахстан), Евразийском национальном университете им. Л. Н. Гумилёва (Казахстан), Южном федеральном университете (Россия) и Индианском университете (США).

## Награды
- Почётная грамота Президиума ВАК РБ
- Лауреат премии им. В. И. Пичеты (2013)

### Рецензии
- Меерович М. Г. Бердинских В. А., Меньковский В. И. ГУЛАГ: идеология и экономика подневольного труда в XX веке. Сыктывкар: Ин-т яз., лит. и истории Коми науч. центра УрО РАН, 2017 (недоступная ссылка — история). — Минск: БГУ, 2017. — № 2. — С. 118—122. — ISSN 2521-6848.
- Меерович М. Г. Советская индустриализация и ГУЛАГ. Рецензия на кн.: В. А. Бердинских, В. И. Меньковский. ГУЛАГ: идеология и экономика подневольного труда в XX веке / ИЯЛИ КОМИ НЦ УрО РАН. Сыктывкар, 2017 // Вестник Пермского университета. Серия: История. — Пермь: ПГНИУ, 2017. — Вып. 3 (38). — С. 157—163. — ISSN 2219-3111.
- Фокин А. А. Рецензия на: В. А. Бердинских, В. И. Меньковский. ГУЛАГ: идеология и экономика подневольного труда в XX веке. Сыктывкар: ИЯЛИ Коми НЦ УрО РАН, 2017 // Российская история. — М.: Наука, 2017. — № 5. — С. 210—216. — ISSN 0869-5687.